# 类芦黑粉菌
类芦黑粉菌（学名：Ustilago neyraudiae）是属于黑粉菌目黑粉菌科黑粉菌属的一种真菌，寄生在类芦上。该种分布于中国、印度。